# Дрим тим (1. сезона)
Прва сезона телевизијске серије Дрим тим емитовала се од 2. јануара до  14. фебруара 2021. године на каналима Суперстар ТВ и РТС 1. 
Прва сезона се састоји од 14 епизода.

## Радња
Серија говори о не много успешном фудбалеру Илији Ики Срдићу и фудбалском тиму који је сам саставио од својих једанаест синова!
Делимично настала на основу (непроверене) биографије чувеног Звездарца и љубитеља фудбала Ингета, познатијег као „звездарски Марадона“, серија у свакој епизоди доноси по једну забавну причу из живота његове многобројне фудбалске породице.
На лаган, брз и духовит начин „Дрим тим“ прича романтичну причу о надама, жељама и идеалима обичних људи. Ма колико да се свађају, чланови Икине породице везани су чврстим везама узајамне љубави. Стуб раздора али и стуб спокоја је главни лик серије, Ика Срдић.

## Епизоде
| Бр. еп. (укупно) | Бр. еп. (у сезони) | Наслов                              | Редитељ       | Сценариста    | Премијера         |
| --- | ------------------ | ----------------------------------- | ------------- | ------------- | ----------------- |
| 1 | 1                  | 11 плус 1                           | Дејан Зечевић | Милош Радовић | 2. јануар 2021.   |
| „Булбулдерац“ наступа у зонском такмичењу али са великом амбицијом да једног дана уђе и у Другу лигу, па у Прву, па и у Лигу шампиона! Несрећан што никада није био добар фудбалер, Ика с великим жаром учи своје синове да постану врхунски фудбалери. |                    |                                     |               |               |                   |
| 2 | 2                  | Фудбал се игра главом               | Дејан Зечевић | Милош Радовић | 3. јануар 2021.   |
| „Булбулдерац“ је ушао у трећу лигу, јер је други тим дисквалификован. Потпуно решен да успе, Ика спроводи ригорозне реформе у свом тиму, подсећајући синове да није све у лепоти игре, већ да има нешто и у резултату. Примењује никад виђене технике, терајући синове да оспособе сва чула. Овој причи придружује се нови женски лик - радио-репортерка, Јованка Канађанин. Она извештава о напетој борби, „пријатељској“ утакмици браће против браће. Истовремено, део тима на кратко постаје и славни тренер Сава Трнавац који је тренирао 4 репрезентације! Управо он открива Икиним синовима есенцију фудбала. |                    |                                     |               |               |                   |
| 3 | 3                  | Пакао у Бабушници                   | Дејан Зечевић | Милош Радовић | 9. јануар 2021.   |
| Све је указивало на то да ће се дан одвијати кроз један посебан догађај у животу нашег главног јунака - Икин жути цвет намењен Циги, али и повод истог - тридесетпетогодишњица њиховог брака. И све би то било заиста тако да није уследио крвави обрт: напад на играче „Булбулдерца“ током утакмице у Бабушници. Сам исход утакмице и није био толико битан због овог фијаска. Од Циге се наравно крио одлазак у Бабушницу, али много лакше него иначе. Њу окупирала друга ствар - беба пронађена у Звездарској шуми. Управо ће та беба одвести читаву Икину породицу до судара с криминалом и полицијом. Икина виспреност је поново на испиту... |                    |                                     |               |               |                   |
| 4 | 4                  | Минимални минималац                 | Дејан Зечевић | Милош Радовић | 10. јануар 2021.  |
| Овде се упознајемо са једним новим концептом: „Ништа је све, док је глад прецењена“. Наравно, тај концепт је Икино масло, настало у тренуцима када основни животни услови буквално нестају. Тако се Икина кућа претвара у Еколошки камп „Здравје“, односно „место где нога астронаута није крочила“, башту у срцу Звездарске шуме. Ново место привлачи и нове људе, туристе из Словеније, који постају први и највећи обожаваоци Икиног новог концепта. У међувремену, понеки чланови ипак одустају од њега... |                    |                                     |               |               |                   |
| 5 | 5                  | Комшија је као брат                 | Дејан Зечевић | Милош Радовић | 16. јануар 2021.  |
| Живот када крене низбрдо, он се само сјури - Икина кућа и опстанак његове породице изненада су угрожени. И поново, као у животу сваког од нас, ниоткуда се појављује херој и његов мали помагач. Након ове велике препреке ништа више неће бити исто - на боље или на горе, само ће време показати. |                    |                                     |               |               |                   |
| 6 | 6                  | Донаторско вече                     | Дејан Зечевић | Милош Радовић | 17. јануар 2021.  |
| Почиње борба у првом колу треће лиге. Деловало је да ће то бити и једина борба у овој епизоди, међутим кафана „Булбулдерац“ постаје мегдан нових ликова. А један од њих је и прави Дејан-Деки Станковић који се, са својим пријатељем, фудбалером Ненадом Милијашем, појављује на терену главних јунака серије. Али они не долазе у улози фудбалера. Осим њих, придружују се и нови ликови који ће постати стални чланови Дрим тима. За сав сјај и гламур који ће се одиграти у кафани, заслужна је генијална идеја вође навијача - Чалије! Поново стижу лепе вести... |                    |                                     |               |               |                   |
| 7 | 7                  | Зовем се Илија                      | Дејан Зечевић | Милош Радовић | 23. јануар 2021.  |
| Илији Срдићу стижу лепе вести и то од кога другог него од Чалије - вође навијача: тим је ушао у другу лигу! Ова лига доноси много награда са собом, између осталог и Икиних првих три милиона. Као никада пре, он почиње да дели и шаком и капом. Како то већ иде, уз дељење долази расипање, али и једно потпуно погрешно уверење - да Ика од сада треба и може апсолутно све сам, што прети да одведе клуб у суноврат. Како ђаво све одлучније односи шалу, Цига одлучује да узме ствар у своје руке и смишља нешто лукаво и покварено јер једино тако може да спаси живе главе породице Срдић. У томе јој помаже и озлоглашени Миле Топ (Миодраг Радоњић) који је скоро изашао из затвора, спреман да помогне онако како само он уме...               |                    |                                     |               |               |                   |
| 8 | 8                  | Сведок сарадник                     | Дејан Зечевић | Милош Радовић | 24. јануар 2021.  |
| На адресу оронуле кућице у Звездарској шуми стиже налог за хапшење - дошао је тренутак за Икино отрежњење. Цига пристаје на, како га је сама назвала, „лукав и покварен план“ и одлучује се за једино смислено решење Икине разузданости, односно за затвор, мучење и изолацију. Уз Милета Топа, индиректни члан Дрим тима постаје и мистериозни иследник, познат по психолошком малтретирању и преваспитавању. Овај тандем сачињен од Милета Топа и иследника враћа Ику на прави пут - своје грешке исправља и остаје без оних својих првих (и јединих) три милиона. Уз породицу и пријатеље, Ика наставља да планира „звездани“ успон како само он зна - уз лагане малверзације, лудачку срећу и велика очекивања...                                   |                    |                                     |               |               |                   |
| 9 | 9                  | Жене под напоном                    | Дејан Зечевић | Милош Радовић | 30. јануар 2021.  |
| „Сад па ко зна кад“, мантра је епизоде коју обележавају урнебесне дрим-тим даме. Кафана „Булбулдерац“ постаје оаза прикривених жеља, помало јадања, дотеривања, добре хране и много пића. Посебан елан и енергију уноси Лилина најбоља другарица Среда, са којом се дуго није видела. Управо она помаже нашим дамама да још више попусте кочнице и дају себи за право да јасно и гласно кажу баш све о чему маштају. Чак и Јованка Канађанин подлеже Средином притиску, па осим што признаје да је направила профил на сајту за упознавање сродне душе, у кафани се упознаје са угледним професором са истог тог сајта. Све ово, али и још много више, остаће наравно тајна и запечатиће се дамским договором: као да се ништа није догодило...          |                    |                                     |               |               |                   |
| 10 | 10                 | Поштовани Боже                      | Дејан Зечевић | Милош Радовић | 31. јануар 2021.  |
| У овој епизоди дешава се гомила антологијских ситуација у животима наших јунака: од припреме за историјски сусрет „Булбулдерца“ са „Партизаном“, преко амбулантних кола са ротацијом и Чалијине женидбе, па све до договарања сусрета у зоолошком врту са судијом те историјске текмице. Одмах након што се Ика први пут обратио „поштованом Богу“, уз молбу да се „макар не обрукамо“, извео је један срчан нокаут преговарача Партизана који такође, не својом вољом, на кратко постаје део дрим-тима. Овај хаотични тренутак, Јованка Канађанин ће искористити да постане, како се сама представља, алфа и омега клуба што изазове силне неприлике са судијом. Остаје нада да ће резултат утакмице бити потпуно супротан у односу на припрему исте... |                    |                                     |               |               |                   |
| 11 | 11                 | Терапијом против страха             | Дејан Зечевић | Милош Радовић | 6. фебруар 2021.  |
| Након свеже озваниченог кумства са Чалијом, Ика се враћа у звездарску шуму како би наставио са припремом „Булбулдерца“ за прву прволигашку утакмицу - против „Партизана“! Услед недостатка фудбалског умећа синова, Ика се уместо физичкој, окреће ка психолошкој припреми. Поново организује психо тренинге и почиње да копа по страховима својих синова-играча, насталим у раном детињству. Пошто је преостало још само четири дана до гладијаторске борбе, Ика одлази да потражи помоћ - у библиотеци. Тамо упознаје професора психологије који ће му, у кратким цртама, дати неопходне савете о томе како да „Булбулдер“ ојача самопоуздање и припреми се за ову историјску утакмицу.                                                                |                    |                                     |               |               |                   |
| 12 | 12                 | Ко преживи успех, живеће 100 година | Дејан Зечевић | Милош Радовић | 7. фебруар 2021.  |
| Играчи „Булбулдерца“ ишчекују одлучујућу борбу са Партизаном и коначно ступају на терен „Партизанов“ стадион. Стицајем околности, на велика врата Дрим тима улази прекаљени фудбалер, играч „Бајер Леверкузена“ - Драган Кутлеша. Његов пут, осим због веридбе са Средом, укршта се са „Булбулдерцем“ на толико начина да ће на крају наш тим, захваљујући њему, бити именован у „Звездарску фурију“, синоним психолошке стабилности. Насупрот томе, Ика задобија тешке психичке последице које хитно захтевају помоћ доктора Рапајића. Јер, као што само име епизоде каже, ко преживи успех - живеће сто година. |                    |                                     |               |               |                   |
| 13 | 13                 | Није срећа за свакога               | Дејан Зечевић | Милош Радовић | 13. фебруар 2021. |
| Са најтежом утакмицом долазе и највећи немири. Оно у чему је породица Срдић и ФК „Булбулдер“ најбољи, заједништво и слога, биће доведено у питање. Почиње њихово осипање. И тако Илију ког смо оставили у екстремној срећи, овог пута затичемо у екстремној туги. Сплет негативних догађаја који ће се одвити пред најважнији дерби до сада - дерби са „Црвеном звездом“, итекако ће утицати на одлучујућу утакмицу. Непланирано, у наш тим улази најбољи играч „Борца“ из Чачка који ће из гепека ускочити право на фудбалски терен. Ова утакмица унеће велике промене, а њен резултат одредиће судбину наших играча. |                    |                                     |               |               |                   |
| 14 | 14                 | 11 плус 11 плус 1                   | Дејан Зечевић | Милош Радовић | 14. фебруар 2021. |
| Вечерас се одвијају две битке, у исто време, али на различитим местима и то за титулу шампиона Србије. Иако „Црвену звезду“ од титуле дели чак седам голова, она то постиже „на овај и онај“ начин. Због тога, Ика пристаје на кофер уцене од стране Звезде који ће сав труд „Булбулдерца“ срушити у једном дану. На тренутак је заборавио каквих једанаест синова има - можда не најбољих, али свакако најборбенијих. И при завршетку ове приче, иако у безизлазној ситуацији, породица Срдић храбро наставља да се бори са невољама, а нас оставља са реченицом: „Такав крај био би крај за сваког, сем за нашег тату. Он просто није знао шта та реч значи“.                                                                                          |                    |                                     |               |               |                   |